# 大摩拉维亚公国
大摩拉維亞公國（830年—905年）是歐洲历史上的一个国家，由斯拉夫人建立，疆域約在今捷克、斯洛伐克、奧地利一帶，以位于今摩拉維亞境內的尼特拉為首都。
大摩拉維亞公國得名于多瑙河的支流摩拉瓦河。大摩拉維亞一詞首見於君士坦丁七世所著述的拜占庭史書中，然其疆域仍未明確記載。創建者為莫伊米尔一世，斯拉夫人創立國家組織的背後原是抵禦西方日耳曼人的壓力。莫伊米尔於846年死後，歷經罗斯季斯拉夫（846年—869年在位）和斯瓦托普鲁克一世（870年—894年在位），逐漸成為一個強大的國家，不過名義上仍臣屬於東法蘭克王國。這段盛世至今仍被斯洛伐克人視為其輝煌的歷史。斯瓦托普鲁克死後，莫伊米尔二世繼位，王室內部因奪權而發生內亂，國勢漸衰。902年—906年前後，阿爾帕德大公領導马扎尔人（匈牙利人）入侵中歐，摩拉維亞公國便為其所滅。

## 外部連結
- Great Moravian reenactment and experimental archeology, articles, timeline, primary sources, original findings（页面存档备份，存于） （捷克文）
- Articles about Great Moravia and text of many primary sources（页面存档备份，存于） （捷克文）
- Brief overview
- Detailed timeline（页面存档备份，存于）
- fencing and reenactment group
- Mikulčice - Valy, capital of Great Moravia